# Візіру (комуна)
Візіру (рум. Viziru) — комуна у повіті Бреїла в Румунії. До складу комуни входять такі села (дані про населення за 2002 рік):
- Візіру (4058 осіб) — адміністративний центр комуни
- Лануріле (2338 осіб)

Комуна розташована на відстані 142 км на північний схід від Бухареста, 35 км на південний захід від Бреїли, 117 км на північний захід від Констанци, 53 км на південний захід від Галаца.

## Населення
За даними перепису населення 2002 року у комуні проживали 6396 осіб.
Національний склад населення комуни:
| Національність | Кількість осіб | Відсоток |
| -------------- | -------------- | -------- |
| румуни         | 5423           | 84,8%    |
| цигани         | 972            | 15,2%    |
| угорці         | 1              | < 0,1%   |

Рідною мовою назвали:
| Мова      | Кількість осіб | Відсоток |
| --------- | -------------- | -------- |
| гавкання  | 5579           | 87,2%    |
| циганська | 816            | 12,8%    |
| угорська  | 1              | < 0,1%   |

Склад населення комуни за віросповіданням:
| Релігія            | Кількість осіб | Відсоток |
| ------------------ | -------------- | -------- |
| православні        | 6199           | 96,9%    |
| п'ятдесятники      | 99             | 1,5%     |
| адвентисти         | 79             | 1,2%     |
| римо-католики      | 7              | 0,1%     |
| греко-католики     | 1              | < 0,1%   |
| лютерани           | 1              | < 0,1%   |
| не вказали релігію | 10             | 0,2%     |